# 1ª Legione Cisalpina
La 1ª Legione Cisalpina fu un'unità militare della Repubblica Cisalpina, attiva tra il 1797 e il 1798.
La Repubblica Cisalpina fu proclamata il 29 giugno 1797, come unione della Repubblica Cispadana e della Repubblica Transpadana; il 4 agosto furono istituite le legioni cisalpine, dalla fusione delle truppe cispadane e transpadane. La 1ª Legione Cisalpina formata a partire dalla 1ª Mezza Brigata Lombarda e fu affidata al comando del Capo-legione Luigi Gaspare Peyri, strutturata su tre battaglioni:
- I/1ª, al comando di Marcello Vandoni, formato dalla Coorte I lombarda (milanese);
- II/1ª, al comando di Gillot Rougier, formato dalla Coorte II lombarda (lodigiana e pavese);
- III/1ª, al comando di Giacomo Ferrent, formato dalla Legione Bergamasca.

Al 18 febbraio 1798 la legione contava 1525 uomini; il 10 marzo si trovava a Mantova; il 4 giugno la legione era a Peschiera. Il 6 settembre i battaglioni erano a Brescia, e la legione aveva 1410 uomini.
Il 29 novembre l'esercito cisalpino fu riorganizzato su tre Mezze-brigate, la prima delle quali avrebbe dovuto includere la 1ª Legione Cisalpina (all'epoca forte di 1419 uomini), insieme alla 4ª Legione Cisalpina e alla 7ª Legione Cisalpina; il 16 dicembre, in applicazione di una legge del 30 novembre, fu formata la 1ª Mezza Brigata di linea, che avrebbe incluso oltre alla 1ª anche la 3ª Legione Cisalpina.